# Schweizer Badmintonmeisterschaft 1966
Die Schweizer Badmintonmeisterschaft 1966 fand in Lausanne statt. Es war die 12. Austragung der nationalen Titelkämpfe im Badminton in der Schweiz.

## Titelträger
| Disziplin    | Sieger                          |
| ------------ | ------------------------------- |
| Herreneinzel | Heinz Honegger                  |
| Dameneinzel  | Vreni Schkölzinger              |
| Herrendoppel | Jürg Honegger Heinz Honegger    |
| Damendoppel  | Vreni Schkölzinger Heidi Müller |
| Mixed        | Anton Sauter Vreni Schkölzinger |